# Lanji
Lanji is een bestuurslaag in het regentschap Kendal van de provincie Midden-Java, Indonesië. Lanji telt 2683 inwoners (volkstelling 2010).